# Austroplebeia
Austroplebeia é um gênero de abelha sem ferrão. Entre as abelhas sem ferrão australianas da tribo Meliponini, foram identificadas 9 espécies catalogadas por Cardale em 1993.
| Austroplebeia spp. | Pesquisador     | Nome Comum (PMN+Kerr) | Ocorrência |
| A. australis       | (Cardale, 1993) |                       | Austrália  |
| A. cassiae         | (Cardale, 1993) |                       | Austrália  |
| A. cincta          | (Cardale, 1993) |                       | Austrália  |
| A. cockerelli      | (Cardale, 1993) |                       | Austrália  |
| A. ornata          | (Cardale, 1993) |                       | Austrália  |
| A. essingtoni      | (Cardale, 1993) |                       | Austrália  |
| A. percincta       | (Cardale, 1993) |                       | Austrália  |
| A. symei           | (Cardale, 1993) |                       | Austrália  |
| A. websteri        | (Cardale, 1993) |                       | Austrália  |